# Ventforet Kofu
Ventforet Kofu (ヴァンフォーレ甲府 Vanfōre Kōfu) là một câu lạc bộ bóng đá Nhật Bản đến từ Kofu. Họ đang thi đấu tại J2 League.
Từ "Ventforet" là từ ghép từ hai từ tiếng Pháp Vent ("Gió") và Forêt ("Rừng"). Xuất phát từ dòng chữ Fū-rin-ka-zan (風林火山）nổi tiếng của Shingen Takeda, một daimyo xuất chúng ở Kofu trong thời kỳ Sengoku, xuất hiện trên là cờ chiến tranh của ông. Dòng chữ này có ý nghĩa là Nhanh như gió, tĩnh lặng như rừng cây, dữ dội như lửa và vững chãi như núi.

## Lịch sử
Kofu Club (1965–1994)
Câu lạc bộ được thành lập năm 1965 khi câu lạc bộ của cựu học sinh Trường Trung học Dai-ichi Kofu có tên là là Kakujo Club bắt đầu chiêu mộ các học sinh tốt nghiệp của các trường trung học khác với ý muốn thăng hạng Japan Soccer League.
Câu lạc bộ gia nhập giải đấu JSL Hạng 2 mới thành lập năm 1972. Họ chơi ở đó cho tới khi giải khép lại vào năm 1992 và rồi trở thành thành viên sáng lập của Japan Football League cũ.
Kofu Club là một câu lạc bộ, theo đúng ý nghĩa thực sự của từ này, được thành lập tự nguyện bởi các thành viên, không giống như các câu lạc bộ bóng đá chủ đạo khác lúc bấy giờ ở Nhật Bản gồm các cầu thủ chủ yếu là các nhân viên của các công ty tài trợ của họ.
Ventforet Kofu (1995–nay)
Câu lạc bộ lấy tên mới Ventforet Kofu năm 1995 và gia nhập J. League Hạng 2 năm 1999 khi nó được thành lập. Họ tồn tại qua thời điểm khó khăn từ năm 1999 đến năm 2001, trong thời gian đó họ phải chịu đựng những rắc rối về tài chính cũng như kết quả thi đấu khó khăn với 25 trận thua. Họ kết thúc mùa giải ở vị trí cuối cùng trong 3 mùa giải liên tiếp và được mệnh danh là "Hành lý quá cước của J2".
Bước ngoặt với câu lạc bộ diễn ra năm 2002 như là một kết quả của việc tái cơ cấu hoạt động và nỗ lực nhiệt tình của những cổ động viên. Kofu đứng thứ ba trong năm 2005 và đã được thăng J1 sau chiến thắng trong Trận tranh Lên/Xuống hạng J.League với Kashiwa Reysol. Nhưng đội cũ chỉ có một thời gian ngắn tại giải đấu cao nhất trước khi trở lại J2 mùa giải 2007.
Kết thúc mùa 2010 câu lạc bộ lên hạng một lần nữa, nhưng dù cố gắng hết sức câu lạc bộ xuống hạng mùa 2011. Tuy thế, họ nhanh chóng trở lại và lên hạng, lần này là vô địch, sau 36 mùa giải cố gắng giành danh hiệu này.
Năm 2022, mặc dù chỉ thi đấu tại J2, nhưng đội đã đánh bại hàng loạt cái tên lớn tại J1 ở Cúp Hoàng đế 2022 (trừ vòng 2 gặp Đại học quốc tế Thái Bình Dương, còn lại từ vòng 3 họ toàn gặp các đội J1) để lên ngôi vô địch, qua đó có vé dự vòng bảng AFC Champions League 2023–24 mặc dù vẫn đang thi đấu ở giải hạng hai.
Để chuẩn bị cho AFC Champions League 2023–24, Ventforet Kofu đã quyết định chọn Sân vận động Quốc gia Nhật Bản làm sân nhà thay cho sân nhà chính của đội là Sân vận động JIT Recycle Ink vì sân này không đáp ứng tiêu chuẩn của AFC.

## Lịch sử đấu giải
- Kanto League: 1967–71 (Kofu Club)
- Hạng 2 (JSL Div. 2): 1972–91 (Kofu Club)
- Hạng 3 (JFL cũ Div. 2): 1992–93 (Kofu Club)
- Hạng 2 (JFL cũ): 1994–98 (Kofu Club tới 1994, Ventforet Kofu từ 1995)
- Hạng 2 (J. League Div. 2): 1999–05
- Hạng 1 (J. League Div. 1): 2006–07
- Hạng 2 (J. League Div. 2): 2008–10
- Hạng 1 (J. League Div. 1): 2011
- Hạng 2 (J. League Div. 2): 2012
- Hạng 1 (J. League Div. 1/J1 League): 2013–2017
- Hạng 2 (J2 League): 2018–

## Danh hiệu
- J. League Hạng 2:

2012
- Shakaijin Cup:

1969
- Kantō Soccer League:

1969, 1970

## Đội hình hiện tại
Tính tới 20 tháng Giêng 2015.

Ghi chú: Quốc kỳ chỉ đội tuyển quốc gia được xác định rõ trong điều lệ tư cách FIFA. Các cầu thủ có thể giữ hơn một quốc tịch ngoài FIFA.
| Số | VT | Quốc gia | Cầu thủ                       |
| -- | -- | -------- | ----------------------------- |
| 1  | TM | Nhật Bản | Kota Ogi                      |
| 2  | HV | Nhật Bản | Kensuke Fukuda                |
| 3  | HV | Nhật Bản | Hiroto Hatao                  |
| 4  | HV | Nhật Bản | Hideomi Yamamoto (đội trưởng) |
| 6  | TV | Brasil   | Marquinhos Paraná             |
| 7  | TV | Nhật Bản | Katsuya Ishihara              |
| 8  | TV | Nhật Bản | Ryohei Arai                   |
| 9  | TĐ | Nhật Bản | Takuma Abe                    |
| 10 | TĐ | Brasil   | Baré                          |
| 11 | TĐ | Brasil   | Maranhão                      |
| 13 | TV | Nhật Bản | Taisuke Akiyoshi              |
| 14 | TV | Nhật Bản | Yuki Horigome                 |
| 15 | TĐ | Nhật Bản | Junya Ito                     |
| 16 | TĐ | Nhật Bản | Masaru Matsuhashi             |

| Số | VT | Quốc gia | Cầu thủ         |
| -- | -- | -------- | --------------- |
| 17 | HV | Nhật Bản | Takuma Tsuda    |
| 18 | TV | Nhật Bản | Hokuto Shimoda  |
| 19 | HV | Nhật Bản | Kohei Morita    |
| 21 | TM | Nhật Bản | Kohei Kawata    |
| 23 | TV | Nhật Bản | Sho Inagaki     |
| 24 | TĐ | Nhật Bản | Daiki Matsumoto |
| 26 | HV | Nhật Bản | Shun Kumagai    |
| 27 | HV | Nhật Bản | Shohei Abe      |
| 28 | TĐ | Nhật Bản | Yuki Hashizume  |
| 30 | TV | Nhật Bản | Kazunari Hosaka |
| 31 | TM | Nhật Bản | Kosuke Okanishi |
| 32 | TM | Nhật Bản | Tasuku Nakamura |
| 41 | HV | Nhật Bản | Yukio Tsuchiya  |

### Cho mượn
Ghi chú: Quốc kỳ chỉ đội tuyển quốc gia được xác định rõ trong điều lệ tư cách FIFA. Các cầu thủ có thể giữ hơn một quốc tịch ngoài FIFA.
| Số | VT | Quốc gia | Cầu thủ                                |
| -- | -- | -------- | -------------------------------------- |
| —  | HV | Nhật Bản | Masaki Watanabe (tại F.C. Gifu)        |
| —  | TV | Nhật Bản | Atsushi Izawa (tại Kataller Toyama)    |
| —  | TV | Nhật Bản | Masahiro Kaneko (tại Zweigen Kanazawa) |

| Số | VT | Quốc gia | Cầu thủ                           |
| -- | -- | -------- | --------------------------------- |
| —  | TV | Nhật Bản | Koki Wakasugi (tại Saurcos Fukui) |
| —  | TĐ | Nhật Bản | Akito Kawamoto (tại Tochigi SC)   |
| —  | TĐ | Brasil   | Cristiano (tại Kashiwa Reysol)    |

## Kết quả thi đấu
| Năm  | Giải          | Trận | Điểm | T  | B  | H  | Vị trí | Huấn luyện viên                                                           |
| ---- | ------------- | ---- | ---- | -- | -- | -- | ------ | ------------------------------------------------------------------------- |
| 1992 | JFL cũ Div. 2 | 18   | 28   | 9  | 8  | 1  | 5      | Kazutomo Fukazawa                                                         |
| 1993 | JFL cũ Div. 2 | 18   | -    | 6  | 12 | -  | 9      | Kazutomo Fukazawa                                                         |
| 1994 | JFL cũ        | 30   | -    | 9  | 21 | -  | 14     | Susumu Katsumata                                                          |
| 1995 | JFL cũ        | 30   | 43   | 14 | 16 | -  | 9      | Yuji Tsukada                                                              |
| 1996 | JFL cũ        | 30   | 33   | 11 | 19 | -  | 11     | Yuji Tsukada                                                              |
| 1997 | JFL cũ        | 30   | 52   | 19 | 11 | -  | 6      | Yuji Tsukada                                                              |
| 1998 | JFL cũ        | 30   | 59   | 22 | 8  | -  | 4      | Yuji Tsukada                                                              |
| 1999 | J2            | 36   | 18   | 5  | 27 | 4  | 10     | Susumu Katsumata                                                          |
| 2000 | J2            | 40   | 18   | 5  | 32 | 3  | 11     | Yuji Tsukada                                                              |
| 2001 | J2            | 44   | 25   | 8  | 34 | 2  | 12     | Reis                                                                      |
| 2002 | J2            | 44   | 58   | 16 | 18 | 10 | 7      | Takeshi Oki                                                               |
| 2003 | J2            | 44   | 69   | 19 | 13 | 12 | 5      | Hideki Matsunaga (1/1/2002 – 31/12/2004)                                  |
| 2004 | J2            | 44   | 58   | 15 | 16 | 13 | 7      | Hideki Matsunaga (1/1/2002 – 31/12/2004)                                  |
| 2005 | J2            | 44   | 69   | 19 | 13 | 12 | 3      | Takeshi Oki (1/2/2005 – 31/12/2007)                                       |
| 2006 | J1            | 34   | 42   | 12 | 15 | 6  | 15     | Takeshi Oki (1/2/2005 – 31/12/2007)                                       |
| 2007 | J1            | 34   | 27   | 7  | 21 | 6  | 17     | Takeshi Oki (1/2/2005 – 31/12/2007)                                       |
| 2008 | J2            | 42   | 59   | 15 | 13 | 14 | 7      | Takayoshi Amma (1/2/2008 – 31/12/2009)                                    |
| 2009 | J2            | 51   | 97   | 28 | 10 | 13 | 4      | Takayoshi Amma (1/2/2008 – 31/12/2009)                                    |
| 2010 | J2            | 36   | 70   | 19 | 4  | 13 | 2      | Kazuo Uchida (1/1/2010 – 31/12/2010)                                      |
| 2011 | J1            | 34   | 33   | 9  | 6  | 19 | 16     | Toshiya Miura (1/1/2010 – 7/8/2011) Satoru Sakuma (8/8/2011 – 31/12/2011) |
| 2012 | J2            | 42   | 86   | 24 | 14 | 4  | 1      | Hiroshi Jofuku (1/1/2012 – 25/11/2014)                                    |
| 2013 | J1            | 34   | 37   | 8  | 13 | 13 | 15     | Hiroshi Jofuku (1/1/2012 – 25/11/2014)                                    |
| 2014 | J1            | 34   | 41   | 9  | 14 | 11 | 13     | Hiroshi Jofuku (1/1/2012 – 25/11/2014)                                    |
| 2015 | J1            | 34   | 37   | 10 | 7  | 17 | 13     | Yasuhiro Higuchi (8/12/2014 – 11/5/2015) Satoru Sakuma (13/5/2015 –)      |

## Câu lạc bộ liên kết
- Persib Bandung [1]